# Mühlen an der Strunde

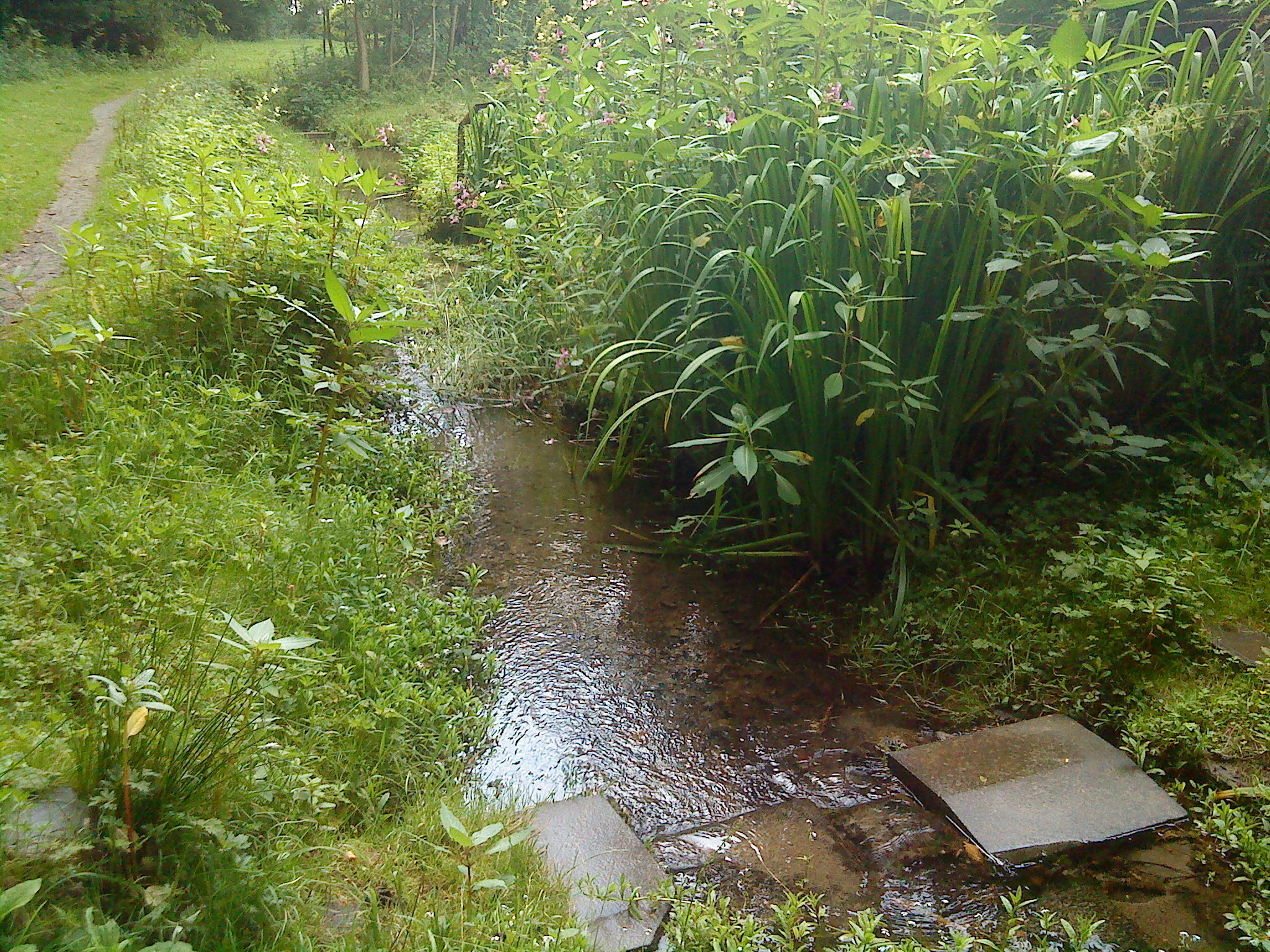
Die Strunde von der Quelle in Herrenstrunden aus gesehen

Die Mühlen an der Strunde hatten ihre Standorte entlang der Strunde zwischen Herrenstrunden und Köln-Mülheim.

## Geschichte
Vinzenz von Zuccalmaglio, genannt Montanus, schrieb 1846: Überall von Mühlenanlagen (...) begleitet setzt er (der Strunderbach) in etwa dreistündigem von Osten nach Westen gerichteten Laufe mit einem Gesamtgefälle von 210 Fuß 30 Fruchtmühlen, 3 Maschinenpapier-Fabriken, 2 Handpapier-Fabriken, 2 Pulvermühlen, 8 Ölmühlen, 2 Holzmühlen, 1 Wollspinnerei und Walkmühle, 2 Marmorschneidemühlen und eine Schnupftabakmühle in Bewegung. Zuvor hatte er erwähnt, dass der Strunderbach, der auf gleicher Strecke alle Bäche unseres Vaterlandes an Nutzbarkeit übertrifft, ganz dem Kreise Mülheim angehöre. Diese noch zu beweisende Behauptung wurde später im Volksmund in den Slogan „Der fleißigste Bach Deutschlands“ umgewandelt.
Nach Frank Schulte soll 1251 als erste Mühle eine Sägemühle östlich des Rosentaler Wegs nahe der Quelle der Strunde nachgewiesen sein. Vereinzelt heißt es auch, dass einige Strundemühlen bereits im 11. Jahrhundert erwähnt wurden. Es handelt sich bis heute immerhin um eine Zeitspanne von fast tausend Jahren. Viele Informationen werden in dieser Zeit verloren gegangen sein.

## Die Mühlen
| Name                                        | Stadt             | Stadtteil      | Zweck heute             |
| ------------------------------------------- | ----------------- | -------------- | ----------------------- |
| Maltesermühle                               | Bergisch Gladbach | Herrenstrunden | Wohnhaus                |
| Pulvermühlen von Gut Schiff                 | Bergisch Gladbach | Herrenstrunden | abgerissen              |
| Igeler Mühle                                | Bergisch Gladbach | Herrenstrunden | Wohnhaus                |
| Papiermuseum Alte Dombach (Dombacher Mühle) | Bergisch Gladbach | Sand           | LVR-Industriemuseum     |
| Locher Mühle                                | Bergisch Gladbach | Sand           | Strunde-Park            |
| Holzmühle                                   | Bergisch Gladbach | Stadtmitte     | abgerissen              |
| Vollmühle                                   | Bergisch Gladbach | Stadtmitte     | abgerissen              |
| Hammermühle                                 | Bergisch Gladbach | Stadtmitte     | abgerissen Wohnbebauung |
| Gladbacher Mühle                            | Bergisch Gladbach | Stadtmitte     | abgerissen              |
| Buchmühle                                   | Bergisch Gladbach | Stadtmitte     | Restaurant              |
| Schnabelsmühle                              | Bergisch Gladbach | Stadtmitte     | abgerissen Parkplätze   |
| Gohrsmühle                                  | Bergisch Gladbach | Stadtmitte     | Papierfabrik            |
| Cederwaldmühle                              | Bergisch Gladbach | Stadtmitte     | Papierfabrik            |
| Gronauer Mühle                              | Bergisch Gladbach | Stadtmitte     | abgerissen              |
| Kieppemühle                                 | Bergisch Gladbach | Gronau         | FHDW                    |
| Dünnmühle                                   | Bergisch Gladbach | Gronau         | abgerissen              |
| Piddelbornsmühle                            | Bergisch Gladbach | Gronau         | abgerissen              |
| Kradepohlsmühle                             | Bergisch Gladbach | Gronau         | Industrieanlage         |
| Schlodderdicher Mühle                       | Bergisch Gladbach | Gronau         | Handwerksbetrieb        |
| Gierather Mühle                             | Bergisch Gladbach | Gronau         | Wohnungen               |
| Strunder Mühle                              | Köln              | Köln-Dellbrück | Wohnhaus                |
| Hardtmühle                                  | Köln              | Köln-Dellbrück | Stromerzeugung          |
| Thurner Mühle                               | Köln              | Köln-Dellbrück | Holzgroßhandel          |
| Fellmühle                                   | Köln              | Köln-Dellbrück | abgerissen              |
| Gräfenmühle                                 | Köln              | Köln-Dellbrück | Wohnanlage              |
| Iddelsfelder Mühle                          | Köln              | Köln-Holweide  | Wohnhaus                |
| Schweinheimer Mühle                         | Köln              | Köln-Holweide  | Industrieanlage         |
| Wichheimer Mühle                            | Köln              | Köln-Holweide  | Wohnanlage              |
| Herler Mühle                                | Köln              | Köln-Buchheim  | Wohnhaus                |
| Buchheimer Mühle                            | Köln              | Köln-Buchheim  | abgerissen              |
| Markermühle                                 | Köln              | Köln-Mülheim   | abgerissen              |
| Lohmühle                                    | Köln              | Köln-Mülheim   | abgerissen              |
| Dominikusmühle                              | Köln              | Köln-Mülheim   | abgerissen              |